# Campionati europei di duathlon long distance del 2019
I Campionati europei di duathlon long distance del 2019 (VIII edizione) si sono tenuti a Viborg in Danimarca, in data 11 maggio 2019.
Tra gli uomini ha vinto l'olandese Daan De Groot, mentre la gara femminile è andata alla svizzera Petra Eggenschwiler.

## Risultati

### Élite uomini
| Pos. | Atleta                  | Paese         | Corsa    | Bici     | Corsa    | Totale   |
| ---- | ----------------------- | ------------- | -------- | -------- | -------- | -------- |
|      | Daan De Groot           | Paesi Bassi   | 00:31:10 | 01:30:19 | 00:33:55 | 02:37:19 |
|      | Jan Petralia            | Belgio        | 00:29:59 | 01:32:55 | 00:33:03 | 02:37:55 |
|      | Gonzalo Fuentes Isasi   | Spagna        | 00:30:00 | 01:34:23 | 00:32:31 | 02:38:57 |
| 4    | Ben Price               | Regno Unito   | 00:29:59 | 01:34:13 | 00:33:32 | 02:40:02 |
| 5    | Fabian Zehnder          | Svizzera      | 00:30:01 | 01:32:39 | 00:35:42 | 02:40:32 |
| 6    | Nicholas Ward Munoz     | Danimarca     | 00:30:54 | 01:32:46 | 00:34:30 | 02:40:34 |
| 7    | Michele Paonne          | Liechtenstein | 00:32:04 | 01:33:04 | 00:33:51 | 02:41:48 |
| 8    | Chris Fischer           | Danimarca     | 00:30:54 | 01:31:00 | 00:38:38 | 02:42:56 |
| 9    | Simon Jørn Hansen       | Danimarca     | 00:29:53 | 01:34:56 | 00:36:07 | 02:43:05 |
| 10   | Jens-Michael Gossauer   | Svizzera      | 00:30:35 | 01:33:43 | 00:37:48 | 02:44:04 |
| 11   | Peter Ellis             | Regno Unito   | 00:32:23 | 01:33:47 | 00:35:31 | 02:44:08 |
| 12   | Sven Vandenbroucke      | Belgio        | 00:31:27 | 01:36:20 | 00:34:51 | 02:44:37 |
| 13   | Thibault Le Cras        | Francia       | 00:30:22 | 01:37:41 | 00:34:25 | 02:44:58 |
| 14   | Yennick Wolthuizen      | Paesi Bassi   | 00:31:16 | 01:35:42 | 00:37:00 | 02:46:08 |
| 15   | Xabier Tijero Santillan | Spagna        | 00:30:25 | 01:43:45 | 00:34:27 | 02:50:46 |
| 16   | Krzysztof Hadas         | Polonia       | 00:30:43 | 01:43:18 | 00:35:58 | 02:52:19 |

### Élite donne
| Pos. | Atleta               | Paese       | Corsa    | Bici     | Corsa    | Totale   |
| ---- | -------------------- | ----------- | -------- | -------- | -------- | -------- |
|      | Petra Eggenschwiler  | Svizzera    | 00:33:57 | 01:40:08 | 00:38:01 | 02:54:39 |
|      | Melanie Maurer       | Svizzera    | 00:33:50 | 01:44:19 | 00:37:59 | 02:58:32 |
|      | Alice Hector         | Regno Unito | 00:35:14 | 01:46:56 | 00:37:20 | 03:01:57 |
| 4    | Sandrina Illes       | Austria     | 00:33:44 | 01:50:14 | 00:36:48 | 03:03:33 |
| 5    | Marie Brandt Schultz | Danimarca   | 00:35:32 | 01:47:34 | 00:38:16 | 03:03:44 |
| 6    | Marina Van Dijk      | Paesi Bassi | 00:36:43 | 01:45:46 | 00:39:45 | 03:04:42 |
| 7    | Georgina Schwiening  | Regno Unito | 00:33:44 | 01:52:12 | 00:36:25 | 03:04:58 |
| 8    | Katrin Esefeld       | Germania    | 00:36:44 | 01:48:13 | 00:41:01 | 03:08:42 |
| 9    | Nina Zoller          | Svizzera    | 00:34:26 | 01:47:25 | 00:46:17 | 03:10:33 |
| 10   | Line Brandt Pedersen | Danimarca   | 00:35:27 | 02:23:05 | 00:39:34 | 03:41:17 |